# 2013年チェコ大統領選挙
2013年チェコ大統領選挙は、中欧地域に位置するチェコの元首である大統領を選出するために行われた選挙で、2013年1月に投票が行われた。

## 概要
大統領の任期5年が満了した事に伴って実施された選挙で、有権者による直接選挙制で行われた。これまでチェコの大統領は上下両院議員による合同会議で選出されてきたが、2012年10月1日に施行（下院可決：2011年12月14日、上院可決：2012年2月8日、大統領署名：2012年2月17日）された改正憲法で2013年選挙から有権者による直接選挙制へと改められた。市民民主党（ODS）を中核とする中道右派連立政権に対する支持率が13％程度にまで落ち込む中で実施された選挙の結果、中道左派のミロシュ・ゼマンが当選を果たした。

## 基礎データ
- 選挙事由：任期満了
- 選挙権：18歳以上のチェコ国民
- 被選挙権：40歳以上のチェコ国民
- 立候補要件：下院議員20名以上、上院議員10名以上あるいは5万名以上の国民による推薦署名。
- 選挙制度：有権者による直接選挙制（従来は上下両院議員による合同会議で選出される間接選挙制）

1. 有権者による有効投票総数の過半数得票を得た候補が当選。
2. 第1回投票で過半数得票を得た候補がいない場合は、第1回投票の14日後に第1回投票における得票数上位二候補によって決選投票が実施。
3. 第2回投票では最多得票を得た候補が当選。

- 選挙実施：大統領の任期満了前の30日間に実施。大統領死亡など大統領が欠けた場合は30日以内に選挙を実施。
- 再選制限：再選は一回のみ容認。
- 大統領の主な権限

1. 閣僚の任免
2. 下院の招集・解散
3. 法律への署名
4. 対外的な国家代表
5. 軍の最高司令官
6. 国政選挙の公示
7. 裁判官の任命
8. 栄転の授与
9. 恩赦の決定

## 選挙日程
- 2012年
  - 11月6日：内務省への立候補届出期限
  - 11月23日：内務省による届出審査終了及び候補者決定期限
  - 12月22日：内務省決定に対する不服申し立てに関する裁判所決定の期限
- 2013年
  - 1月11日～12日：第1回投票（11日：14時～22時、12日：8時～14時）
  - 1月25日～26日：決選投票（25日：14時～22時、26日：8時～14時）
  - 3月7日：クラウス大統領の任期満了日
  - 3月8日：新大統領の任期開始日

## 候補者
下院議員20名以上、上院議員10名以上あるいは5万名以上の国民による推薦署名を得て立候補した候補者は以下の通りである。日系チェコ人の上院議員であるトミオ・オカムラは推薦署名の多くが無効として立候補を認められなかった。
| 候補者名 （上：日本語、下：チェコ語）                | 性別 | 役職                   | 所属政党       | 政治的立場 |
| ---------------------------------------------------- | ---- | ---------------------- | -------------- | ---------- |
| ミロシュ・ゼマン Zeman Miloš                         | 男性 | 元首相                 | SPOZ           | 中道左派   |
| カレル・シュワルツェンベルク Schwarzenberg Karel     | 男性 | 副首相兼外相           | TOP09党首      | 中道右派   |
| ヤン・フィシェル Fischer Jan                         | 男性 | 前首相                 | 無所属         | 中道右派   |
| イジー・ディーンストビール・ジュニア Dienstbier Jiří | 男性 | 上院議員               | ČSSD副党首     | 中道左派   |
| ブラディミール・フランツ Franz Vladimír              | 男性 | 舞台芸術アカデミー講師 | 無所属         | 中道       |
| ズザナ・ロイトヴァー Roithová Zuzana                 | 女性 | 欧州議員               | KDU-CSL        | 中道       |
| ターニャ・フィシェロヴァー Fischerová Taťana         | 女性 | 元下院議員、女優       | 無所属         | 中道       |
| プシェミスル・ソボトカ Sobotka Přemysl               | 男性 | 元上院副議長           | ODS            | 中道右派   |
| ヤナ・ボボシーコヴァー Bobošíková Jana               | 女性 | 元欧州議員             | Suverenita党首 | 中道右派   |

出典：“Jmenné seznamy a přehledy”.   チェコ統計局. 2013年4月7日閲覧。。2013年チェコ大統領選挙結果（第1回投票）
凡例：ODS＝市民民主党、OSSD＝チェコ社会民主党、TOP09＝伝統・責任・繁栄09、KDU-CSL＝キリスト教民主同盟・チェコスロバキア人民党、SPOZ＝ゼマン派市民党

## 選挙結果
第1回投票ではゼマン元首相が1位となったが、得票率は24.21％で過半数を得る事ができず、23.40％で2位となったシュワルツェンベルク外相との決選投票に進んだ。決選投票の結果、ゼマン元首相がシュワルツェンベルク外相を振り切って当選を果たした。
|                | 第1回投票 | 決選投票  |
| -------------- | --------- | --------- |
| 登録有権者数   | 8,435,522 | 8,434,941 |
| 投票用紙発行数 | 5,171,666 | 4,986,040 |
| 投票率(%)      | 61.31     | 59.11     |
| 投票者数       | 5,168,161 | 4,983,481 |
| 有効投票数     | 5,143,966 | 4,958,576 |
| 有効得票率(%)  | 99.53     | 99.50     |

| 候補者名                     | 所属党派   | 第1回投票 | 第1回投票 | 決選投票  | 決選投票 | 当落 |
| 候補者名                     | 所属党派   | 得票      | %         | 得票      | %        | 当落 |
| ミロシュ・ゼマン             | SPOZ       | 1,245,848 | 24.21     | 2,717,405 | 54.80    | 当選 |
| ---------------------------- | ---------- | --------- | --------- | --------- | -------- | ---- |
| カレル・シュワルツェンベルク | TOP09      | 1,204,195 | 23.40     | 2,241,171 | 45.19    |      |
| ヤン・フィシェル             | 無所属     | 841,437   | 16.35     |           |          |      |
| イジー・ディーンストビール   | CSSD       | 829,297   | 16.12     |           |          |      |
| ブラディミール・フランツ     | 無所属     | 351,916   | 6.84      |           |          |      |
| スザナ・ロイトヴァー         | KDU-CSL    | 255,045   | 4.95      |           |          |      |
| ターニャ・フィシェロヴァー   | 無所属     | 166,211   | 3.23      |           |          |      |
| プシェミスル・ソボトカ       | ODS        | 126,846   | 2.46      |           |          |      |
| ヤナ・ボボシーコヴァー       | Suverenita | 123,171   | 2.39      |           |          |      |

出典：“Výsledek volby”.   チェコ統計局. 2013年4月7日閲覧。。2013年チェコ大統領選挙結果、